# Ketelmeer & Vossemeer
Het gebied Ketelmeer & Vossemeer is een Nederlands Natura 2000-gebied dat bestaat uit het Ketelmeer en het Vossemeer die elk op een eigen pagina's zijn beschreven.
Het gebied ligt in de provincies Flevoland (grotendeels) en Overijssel, in de buurt van Kampen, Dronten en Ens.
Ketelmeer & Vossemeer grenst aan de Natura 2000-gebieden IJsselmeer aan de westkant, aan de oostkant Uiterwaarden IJssel (onderdeel van het Natura 2000-gebied Rijntakken) en aan de noordoostzijde aan het Zwarte Meer.